# ما تمامش می‌کنیم
ما تمامش می‌کنیم یا با ما تمام می‌شود (به انگلیسی: It Ends with Us) رمانی نوشتهٔ کالین هوور است که در سال ۲۰۱۶  منتشر شد و در لیست پرفروش‌ترین کتاب‌های سال قرار گرفت. به گفته هوور نگارش این کتاب از بقیه آثار او بسیار دشوارتر بوده است. 
تا سال ۲۰۱۹، این رمان بیش از یک میلیون نسخه در سراسر جهان فروخته و به بیش از بیست زبان ترجمه شده است. دنباله‌ای با عنوان ما شروعش می‌کنیم در اکتبر ۲۰۲۲ منتشر شد. 

## خلاصه داستان
کتاب ما تمامش می‌کنیم با عنوان اصلی It ends with us اثری از کالین هوور، نویسندهٔ آمریکایی است. هوور، اولین کتابش را در سال ۲۰۱۲ میلادی منتشر کرد. 
روی جلد این کتاب آمده‌است: «گاهی اوقات، کسی که دوستت دارد، بیش از همه آزارت می‌دهد.» شاید همین جمله بتواند خط داستانی این رمان را آشکار کند. 
این رمان داستان دختری به نام لیلی است. لیلی ۲۳ سال دارد و با پدرش رابطه‌ای پیچیده‌ داشته و اکنون که پدرش از دنیا رفته‌‌است، به خواست مادرش باید در مراسم تشییع جنازه سخنرانی کند. او درباره پدرش می‌گوید: «به عنوان دخترش، دوستش داشتم اما به عنوان یک انسان، ازش متنفر بودم.» دلیل اصلی نفرت او از پدر به این خاطر بود که وقتی پدرش عصبانی می‌شد، مادرش را کتک می‌زد. البته پدرش بعد از آن سعی می‌کرد جبران کند اما این موضوع روی لیلی تاثیر گذاشته‌است. 
پس از سخنرانی، لیلی احساس ناخوشایندی دارد و برای تخلیه احساساتش به پشت‌بام خانه‌ای می‌رود. روی لبهٔ‌ پشت‌بام می‌ایستد و به پایین نگاه می‌کند. به مرگ فکر می‌کند ولی قصد خودکشی ندارد. در ادامه رایل کینکید که جراح مغز و اعصاب است، وقتی به پشت‌بام می‌آید با تصور این که دختر می‌خواهد خودکشی کند تلاش می‌کند با صحبت کردن، او را از انجام کار احمقانه‌ای منصرف کند. لیلی هم که قصد انجام کار احمقانه‌ای ندارد گفتگو با رایل را آغاز می‌کند. این دیدار عجیب آغاز یک رابطهٔ عاشقانه و پیچیده است اما در ادامه یادآوری اولین عشقش اتلس کاریگن و رشته‌ای که او را به گذشته متصل می‌کند، ذهن لیلی را درگیر می‌کند. وقتی ناگهان اتلس پیدایش می‌شود، هر آن‌چه که لیلی با رایل ساخته مورد تهدید قرار می‌گیرد.
در توضیح این کتاب آمده است: وقتی لیلی با یک جراح مغز و اعصاب خوشتیپ به نام رایل کینکید وارد رابطه می‌شود، ناگهان زندگی برایش آن‌قدر زیبا می‌شود که باور کردنی نیست. اما وقتی دغدغه‌های مربوط به رابطه جدید ذهن او را به خود مشغول می‌کند، خاطرات اتلس کاریگن، اولین عشقش و رشته‌ای که او را به گذشته پیوند می‌دهد، درگیرش می‌کند. اتلس در گذشته با لیلی نقاط مشترک فراوانی داشته و از او محافظت کرده است. به همین علت وقتی ناگهان پیدایش می‌شود، هر آنچه لیلی با رایل ساخته مورد تهدید قرار می‌گیرد.
خلاصه این کتاب را می‌توانید در این وبگاه بخوانید یا اگر مایل بودید، از همان جا کتاب چاپی را بخرید و مطالعه کنید.

## بازخورد
یو‌اس‌ای تودی: «داستانی دلچسب و لطیف که از یادها نمی‌رود. از آن نوع کتاب‌هایی که به یاد خواهد ماند.» 
سارا پیکانن، نویسنده‌ی رمان پرفروش بین‌المللی «همسایگان بی عیب و نقص» درباره‌ی این رمان می‌گوید: «ما تمامش می‌کنیم» یک داستان عاشقانه‌ی معمولی نیست. این کتاب قلبتان را می‌شکند و همزمان، آن را از امید لبریز می‌کند. تا انتهای داستان، در میان گریه خواهید خندید. 
کامی گارسیا، نویسنده‌ی پرفروش نیویورک تایمز معتقد است: «کالین هوور به مخاطبش یادآوری می‌کند که عشق، شکننده و آمیخته با شهامت، امید و اشک است. هر دل‌شکسته‌ای باید این کتاب را بخواند.» 
بوک لیست: رمانی جسورانه و جذاب که احساس را درگیر می‌کند. حتی وقتی هوور امید می‌دهد، قدرت و رنج رابطه، همراه مخاطب می‌ماند. 